# 2つの世界のフラッシュ
「2つの世界のフラッシュ」（"Flash of Two Worlds!"）は、『ザ・フラッシュ』第123号（1961年9月）に掲載された、DCコミックスの転換点となるストーリー展開である。このストーリーでアース-2が登場し、DCコミックスにマルチバース（多元世界）の概念が導入されたストーリーはジュリアス・シュワルツの編集指導のもとでガードナー・フォックスが脚本を執筆し、カーマイン・インファンティーノがイラストを描いた。
日本語訳は2016年3月にパイインターナショナルより出版された『DCコミックス アンソロジー』に初めて収録された。

## プロット
アイリス・ウエストが主催するチャリティーイベントでフラッシュはなかなかやって来ないマジシャンの代わりにステージに立ち、その超スピードを利用した芸を披露して観客の子供たちを楽しませる。フラッシュがロープ・クライミング・トリックを再現するために分子振動を起こすと彼はステージ上から消えてしまう。次の瞬間、彼は見慣れない街の郊外に存在し、そこがゴールデン・エイジのフラッシュの故郷であるキーストーン・シティであることが判明する。キーストーン・シティは平行世界の地球であるアース-2（このストーリー中ではその名称は登場しない）に存在する。バリーの世界におけるゴールデン・エイジのフラッシュはコミック本のキャラクターだと考えられていた。バリーは電話帳でジェイ・ギャリックの所在を調べ、彼の元を訪れる。この地球のジェイはアース-1でフラッシュのコミックが終了したのと同じ年に引退し、長年の恋人のジョーン・ウィリアムズと結婚していた。バリーはガードナー・フォックスが同調したことによって彼の思考にアース-2の情報が入ったのだと主張する。
ギャリックは再びフラッシュとして活動する準備を始め、最近発生した3つの不可解な犯罪についてバリーに説明する。それらの盗難事件はジェイの旧敵であるフィドラー、シェイド、シンカーが手を組んで起こしたものであった。2人のフラッシュは別行動を取り、ジェイはシンカー、バリーはシェイドに挑むが彼らは敗れてしまう。フラッシュたちは手を組んでフィドラーのもとへ行き、その道中で落下する鉄骨から男性を救出する。
合流したシェイドとシンカーは2人のフラッシュの存在を認識する。2人はフィドラーに2人のフラッシュの存在を警告しに行くが、彼は既に自身の音楽の能力でフラッシュを食い止めていた。フィドラーは2人に強盗を働くように命じる。3人の悪党は盗品を持って逃げ出そうとしたところ、2人のフラッシュによって捕らえられる。彼らは最初に盗まされた2つの宝石を耳に詰めてフェドラーの洗脳音楽をブロックし、悪党たちを騙すために洗脳され続けていた振りをしていたのであった。ジェイは現役復帰してフラッシュを続けると宣言し、バリーは自分の世界へと戻る。

## 影響
「2つの世界のフラッシュ」の成功により、DCはその後ゴールデン・エイジのキャラクターのリバイバルを開始した。2つの地球のクロスオーバーは『ジャスティス・リーグ・オブ・アメリカ』第21号の「Crisis on Earth-One!」（1963年8月）から始まり、全12号のミニシリーズ『クライシス・オン・インフィニット・アース』で最高潮に達する。
表紙はアイコン的なイメージとなり、その後も『フラッシュ』第1期第147号（1964年9月）、『ダーク・ホース・プレゼンツ』第67号（1992年11月）、『フラッシュ』第2期第123号（1997年5月）、『インパルス』第70号（2001年3月）、『フラッシュ・リバース』第5号（2010年1月）の表紙で参照された。
2004年、『ザ・フラッシュ』第123号のニアミント状態のものがヘリテージ・オークションズで8万3000ドルで落札された。
『ファイナル・クライシス』第2号（2008年8月）でウォリー・ウエスト（3代目フラッシュ）とジェイ・ギャリック（初代フラッシュ）が同じ場所を訪れるが、セントラル・シティ・コミュニティ・センターは放置されたストリップ小屋へと変わり果てていた。同号でそこは『クライシス・オン・インフィニット・アース』第8号で死亡して以来初登場となるバリー・アレン（2代目フラッシュ）の復活の場となった。

## 他のメディアでの登場
- 2009年9月28日に放送された『ビッグバン★セオリー/ギークなボクらの恋愛法則』第3シーズン第2話「コミックブックとコオロギの法則（英語版）」でこのコミック本が登場した。
- ドラマ『THE FLASH/フラッシュ』の第2シーズン第2話は本ストーリーと同じく「Flash of Two Worlds」というタイトルである[5]。